# Chartrené
Chartrené korábbi község Franciaország Loire mente régiójában, Maine-et-Loire megyében. Lakosainak száma 62 fő (2018. január 1.). Chartrené Baugé-en-Anjou, Bocé, Cuon és Les Bois d’Anjou községekkel határos.
2016. január 1-jén nyolc másik korábbi községgel egyesült és Baugé-en-Anjou új község része lett.

## Népesség
A település népességének változása:
| Lakosok száma | 96   | 86   | 44   | 49   | 54   | 55   | 52   | 52   | 61   | 62   |
|               | 1962 | 1968 | 1982 | 1990 | 1999 | 2008 | 2011 | 2013 | 2017 | 2018 |